# Rodzina Couperin
Rodzina Couperin – francuska rodzina muzyków i kompozytorów. Największy i najliczniejszy, po dynastii Bachów, ród muzyczny. Działał od XVII do XIX wieku. Założycielem dynastii był Charles Couperin (około 1595-1654). Był kupcem i organistą w Chaumes-en-Brie (koło Paryża). Ostatnią przedstawicielką rodu Céleste Couperin (zm. 1862). Tablica genealogiczna składała się z 21 nazwisk, z tego 15 muzyków w 5 pokoleniach. Z ośmiorga dzieci Charlesa trzech synów poświęciło się muzyce: Louis, Charles i François Couperin.

## Członkowie rodziny
1. Louis - ur. ok. 1626 w Chaumes-en-Brie, zm. 29 sierpnia 1661 r. Paryżu. Był klawesynistą i organistą w kościele St-Gervais i muzykiem nadwornym Ludwik XIV. Najwybitniejsza indywidualność wśród klawesynistów francuskich XVII wieku. Jego spuścizna obejmuje 130 utworów klawesynowych, 70 na organy a ponadto kilka kompozycji na wiolę oraz 3 Symphonies na różne instrumenty. Na twórczość klawesynową składają się preludia niemenzurowane, tańce suitowe - almanda, kurant, sarabanda, giga, passacaglia, chaconne i pawana. Oryginalność inwencji przejawia się tu głównie w harmonice. Louis był zwłaszcza mistrzem chaconne.
2. François st. - ochrzczony 9 kwietnia 1630 w Chaumes-en-Brie, zm. po 1708 roku w[Paryżu, brat Louisa. Organista i klawesynista. Działał jako nauczyciel gry klawesynu. Dawniej uważano, że był autorem dwóch mszy organowych, które wg opinii nowszych badaczy były dziełem jego bratanka François Couperin zw. Le Grande.
3. Charles - ochrzczony 9 kwietnia 1638 w Chaumes-en-Brie, zm. w styczniu 1679 w Paryżu, brat i uczeń Louisa, także jego następca na stanowisku organisty.
4. François Couperin - zw. Le Grande, syn Charlesa, najwybitniejszy przedstawiciel całego rodu.
5. Marguerite Louise - ur. około 1676 w Paryżu, zm. 30 maja 1728 w Wersalu, córka François st., zyskała sprawę jako śpiewaczka.
6. Nicolas - ochrzczony 22 grudnia 1680 w Paryżu, zm. 25 lipca 1748 w Paryżu, syn François st., od 1723 r. był organistą kościoła St-Gervais. Był następcą François Le Grande.
7. Marie-Madeleine - ur. 9 marca 1690 w Paryżu, zm. 6 kwietnia 1742 w opactwie benedyktynów Maubuison, córka François Le Grande'a, była organistką klasztorną i zakonnicą.
8. Marguerite Antoinette - ur. 19 września 1705 w Paryżu, zm. około 1778 w Paryżu, córka François Le Grande'a, była klawesynistką. W latach 1730–1741 działała na dworze królewskim jako następczyni swego ojca. Była także nauczycielką córki Ludwik XV.
9. Armand Louis - ur. 25 lutego 1725 w Paryżu, zm. 2 lutego 1789 w Paryżu, syn Nicolasa, organista i kompozytor. Objął stanowisko organisty po ojcu. Dodatkowo miał 6 innych stanowisk organisty. Znawca budowy organów, był autorem sonat i innych utworów klawesynowych oraz motetów.
10. Pierre Louis - ur. 14 marca 1755 w Paryżu, zm. 10 października 1789 w Paryżu, syn Armanda Louisa i jego następca jako organista.
11. Gervais François - ochrzczony 22 maja 1759 w Paryżu, zm. 11 marca 1826 w Paryżu, brat Pierre Louisa, organista i kompozytor. Pisał sonaty i wariacje na fortepian lub klawesyn, romanse z towarzyszeniem fortepianu lub klawesynu, symfonie.
12. Céleste Thérèse - ur. 1793 w Paryżu, zm. 14 lutego 1860 w Paryżu, córka Gervais François, organistka. Przez pewien czas byłą następczynią ojca jako organistka w kościele St-Gervais, później działała tylko jako nauczycielka muzyki.